# Stiszowit
Stiszowit (stiszofit) – jedna z form polimorficznych dwutlenku krzemu. Powstaje w temperaturze 1200–1400 °C pod ciśnieniem 160 tys. atm. Jest to odmiana o sieci rutylowej i najwyższej gęstości 4,28 g/cm3. Występuje naturalnie głównie w miejscach uderzeń meteorytów.